# Belgische federale verkiezingen 2007
De Belgische federale verkiezingen van 2007 werden gehouden op 10 juni 2007. Op deze dag werden 150 leden van de Kamer van volksvertegenwoordigers en 40 senatoren verkozen.
Na deze verkiezingen volgde de 52ste legislatuur van het Federaal Parlement van België.
De datum werd op 17 januari 2007 bekendgemaakt door zittend premier Guy Verhofstadt. Voor alle meerderjarige Belgen, in totaal 7,7 miljoen mensen, gold een opkomstplicht.

## Uitslagen

### Vlaanderen

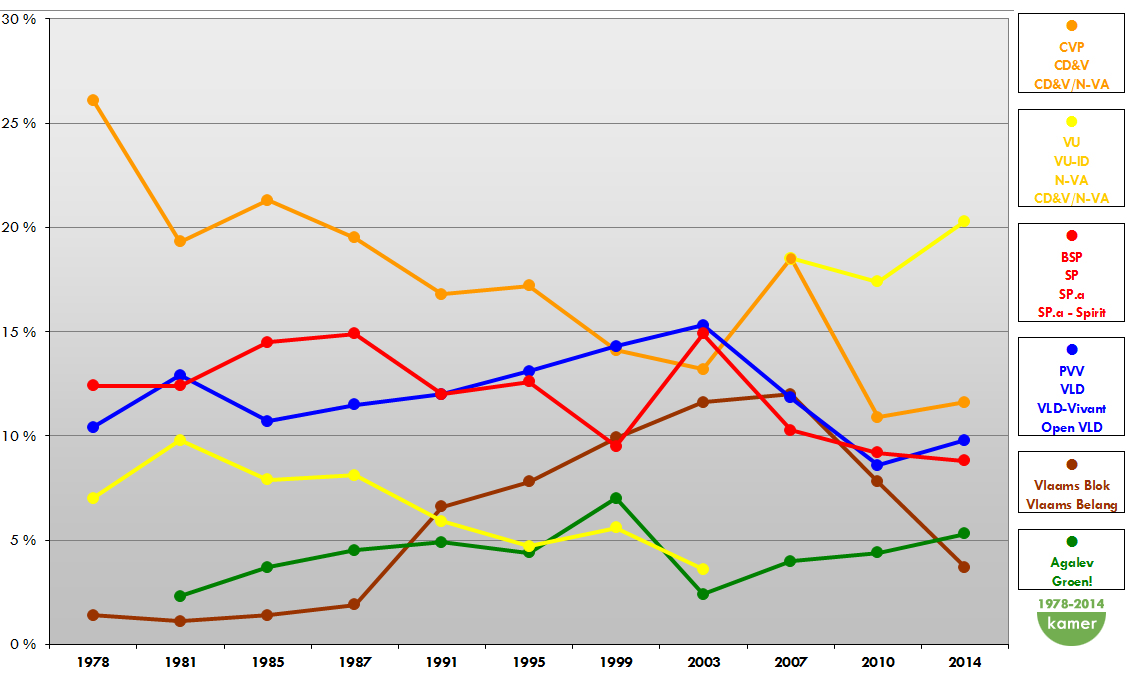
De grootste 6 Vlaamse partijen en hun behaalde resultaten voor de Kamer van volksvertegenwoordigers. Van 1978 tot en met 2014, uitgedrukt in procenten voor 'Het Rijk'.

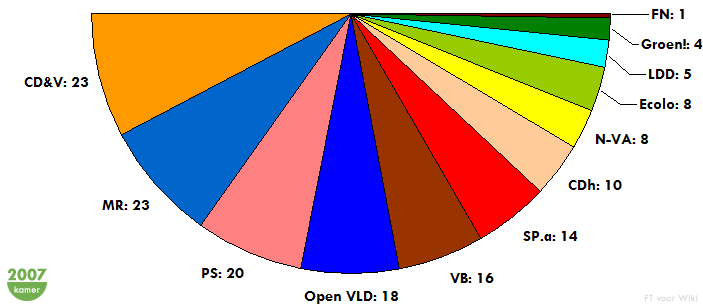
Zetelverdeling in de Kamer op basis van de verkiezingsuitslag in 2007

Het kartel CD&V/N-VA werd verkozen tot grootste politieke formatie in Vlaanderen. Opvallend is ook het onverwacht goede resultaat voor Lijst Dedecker en in mindere mate van de Vlaamse groenen. De liberalen en socialisten verliezen fors. Spirit, de kartelpartner van sp.a verliezen alle verkozenen in de Kamer en zijn enkel nog nipt in de senaat vertegenwoordigd. Hoewel Vlaams Belang er procentueel op vooruitging, verloren ze toch een zetel in de kieskring Antwerpen. Groen! stijgt niet terug tot het verhoopte niveau van 1999, maar haalt wel ruim de kiesdrempel van 5% en heeft opnieuw verkozenen in Kamer en Senaat.

#### Kamer van volksvertegenwoordigers

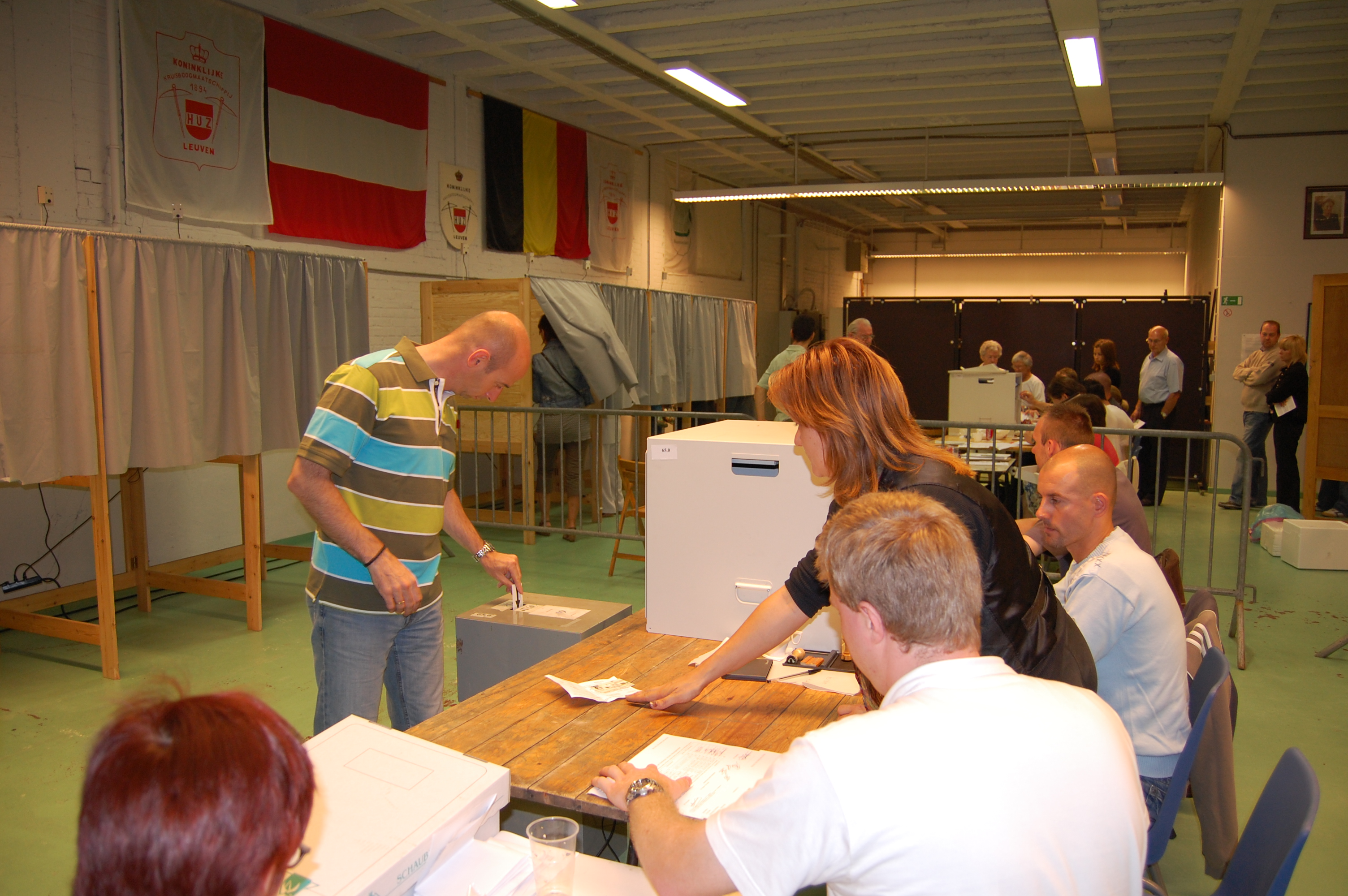
Stembusgang in Leuven

| Partij | Partij      | 2007  | 2007   | 2003  | 2003   | verschil | verschil |
| Partij | Partij      | perc. | zetels | perc. | zetels | perc.    | zetels   |
| ------ | ----------- | ----- | ------ | ----- | ------ | -------- | -------- |
|        | CD&V/N-VA   | 29,6% | 30     | 25,3% | 22     | +4,3%    | +8       |
|        | Open Vld    | 18,8% | 18     | 25,9% | 25     | −7,1%    | −7       |
|        | VB          | 19    | 17     | 18,2% | 18     | +0,8     | −1       |
|        | sp.a-spirit | 16,3% | 14     | 24,9% | 23     | −8,6     | −9       |
|        | LDD         | 6,5%  | 5      | -     | -      | +6,5     | +5       |
|        | Groen!      | 6,3%  | 4      | 3,9   | 0      | +2,4     | +4       |
|        | Overige     | 3,5%  | 0      | 1,8   | 0      | -        | =        |
| Totaal | Totaal      | 100%  | 88     | 100%  | 88     | 0,0      | 0        |

#### Senaat
| Partij | Partij      | 2007  | 2007   | 2003  | 2003   | verschil | verschil |
| Partij | Partij      | perc. | zetels | perc. | zetels | perc.    | zetels   |
| ------ | ----------- | ----- | ------ | ----- | ------ | -------- | -------- |
|        | CD&V/N-VA   | 31,4  | 9      | 25,3  | 6      | +6,1     | +3       |
|        | Open Vld    | 20,0  | 5      | 25,9  | 7      | −5,9     | −2       |
|        | VB          | 19,2  | 5      | 18,2  | 5      | +1,0     | =        |
|        | sp.a-spirit | 16,2  | 4      | 24,9  | 7      | −8,7     | −3       |
|        | Groen!      | 5,9   | 1      | 3,9   | 0      | +2,0     | +1       |
|        | LDD         | 5,5   | 1      | -     | -      | +5,5     | +1       |
|        | Overige     | 1,8   | 0      | 1,8   | 0      | -        | =        |
| Totaal | Totaal      | 100,0 | 25     | 100,0 | 25     | 0,0      | 0        |

### Wallonië
Het beeld in Wallonië verschilt grondig van dat in Vlaanderen. De regeringspartijen werden niet unaniem afgestraft. De PS verloor sterk, terwijl de liberale MR een stijging kende en die partij voor het eerst in de naoorlogse geschiedenis de grootste partij van Wallonië werd. De cdH, waarvan op basis van de peiling een aanzienlijke stijging werd verwacht, loste de verwachtingen niet in en bleef nagenoeg constant. De Waalse groenen van Ecolo konden wel een aanzienlijke stijging noteren. Het extreemrechtse Front National bleef constant.

#### Kamer van volksvertegenwoordigers
| Partij | Partij  | 2007  | 2007   | 2003  | 2003   | verschil | verschil |
| Partij | Partij  | perc. | zetels | perc. | zetels | perc.    | zetels   |
| ------ | ------- | ----- | ------ | ----- | ------ | -------- | -------- |
|        | MR      | 31,2% | 23     | 28,4% | 24     | +2,8     | −1       |
|        | PS      | 29,5% | 20     | 36,4% | 25     | −6,9     | −5       |
|        | cdH     | 15,8% | 10     | 15,4% | 8      | +0,4     | +2       |
|        | Ecolo   | 12,8% | 8      | 8,5%  | 4      | +5,3     | +4       |
|        | FN      | 5,6%  | 1      | 5,6%  | 1      | =        | =        |
|        | Overige | 5,1   | 0      | 5,7%  | 0      | +0,6     | =        |
| Totaal | Totaal  | 100%  | 62     | 100%  | 62     | 0,0      | 0        |

#### Senaat
| Partij | Partij  | 2007  | 2007   | 2003  | 2003   | verschil | verschil |
| Partij | Partij  | perc. | zetels | perc. | zetels | perc.    | zetels   |
| ------ | ------- | ----- | ------ | ----- | ------ | -------- | -------- |
|        | MR      | 32,3% | 6      | 32,1  | 5      | +0,2     | +1       |
|        | PS      | 26,8% | 4      | 35    | 6      | −7,2     | −2       |
|        | cdH     | 15,5% | 2      | 14,7  | 2      | +0,8     | =        |
|        | Ecolo   | 15,2% | 2      | 8,6   | 1      | +6,8     | +1       |
|        | FN      | 6     | 1      | 6     | 1      | =        | =        |
|        | Overige | 4,2%  | 0      | 3,6%  | 0      | −0,6     | =        |
| Totaal | Totaal  | 100%  | 15     | 100%  | 15     | 0,0      | 0        |

## Voorafgaande procedures
Zie de website van de federale overheid voor de wettelijke verkiezingsprocedures.
Volgens de wettelijke procedures gebeuren voorafgaand aan deze verkiezingen de volgende stappen:
- Op 24 maart gaat de sperperiode in, waarin de uitgaven van de politieke partijen/lijsten en de kandidaten beperkt worden.
- Op 2 mei verschijnt er in het Belgisch Staatsblad een lijst met voor herziening vatbare Grondwetsartikelen. Deze zouden een volgende staatshervorming mogelijk kunnen maken. Op dezelfde datum wordt ook het parlement, dat bestaat uit de Senaat en de Kamer van volksvertegenwoordigers, ontbonden. De federale regering wordt demissionair en mag alleen nog de lopende zaken afhandelen en het dagelijks bestuur over het land uitoefenen, waaronder natuurlijk de dringende zaken.
- Op 10 juni biedt de federale regering het ontslag aan de Belgische koning aan. De regering blijft nog aan voor de lopende en dringende zaken en het dagelijks bestuur van het land, totdat een nieuwe regering gevormd en door de Koning benoemd is.

## Aanloop
Door de meerderheidspartijen, de regeringspartijen sp.a-spirit, VLD-Vivant (nu Open Vld), PS en MR, moet verdedigd worden wat er van het regeerakkoord uit 2003 terecht is gekomen; dat staat beschreven in de regeringsverklaring van juli dat jaar en in de sindsdien uitgesproken Beleidsverklaringen. Aan de orde komen ook de resultaten van enkele Interministeriële conferenties, waarvan de bekendste die uit 2005 over de splitsing van de kieskring Brussel-Halle-Vilvoorde was, het "forum" over de "institutionele hervormingen" en de Superministerraad van Raversijde over het onderwijs- en werkgelegenheidsbeleid. Andere grote kwesties waren het Generatiepact, de (dreigende) sluitingen van DHL op Brussels Airport, Ford te Genk en Volkswagen in Vorst.

### Kartel
Vanwege de kiesdrempel van 5% hebben de volgende partijen een kartel gevormd: sp.a/spirit; CD&V/N-VA; VLD/Vivant/Liberaal Appèl (onder de lijstnaam Open Vld); Vlaams Belang/VLOTT (onder de lijstnaam Vlaams Belang).

### CD&V/N-VA
Senator, partijideoloog en algemeen ondervoorzitter Wouter Beke publiceert op 28 februari 2007 het boek "De mythe van het vrije ik. Pleidooi voor een menselijke vrijheid" als antwoord op het Vierde Burgermanifest" van VLD-voorman Guy Verhofstadt. Het boek dat tegen individualisme pleit is de aanzet tot het verkiezingsprogramma en de campagne die wordt gedomineerd door IK versus WIJ en SAMEN. In het boek wordt het separatisme van kartelpartner N-VA afgewezen.

### Vlaams Belang
Na de veroordeling van het Vlaams Blok wegens racisme in november 2004 heft de partij zich op. Alle leden worden overgeschreven naar het Vlaams Belang dat ook de politieke mandaten overneemt. De verkiezingen van 10 juni zijn de eerste federale verkiezingen waaraan Vlaams Belang als zodanig aan zal deelnemen. Op 2 maart 2007 maakte Frank Vanhecke bekend dat het Vlaams Belang niet bij deze verkiezingen als kartel met VLOTT naar de kiezer te zullen gaan vanwege het slechts regionale kiezerspotentieel van VLOTT. Vanhecke steekt de hand uit naar Hugo Coveliers cum suis om als onafhankelijke op de lijst van het Vlaams Belang te willen staan. De verkiezingsaffiches tonen drie chimpansees die het gezegde "Horen, zien en zwijgen" uitbeelden; de drie zijn daarbij de christendemocratie (CD&V), het socialisme (sp.a) en het liberalisme (VLD).
Het Vlaams Belang zal ook in Waals-Brabant opkomen teneinde volop te kunnen profiteren van de mogelijkheden van apparentering van de reststemmen in de kieskringen van de voormalige provincie Brabant: Leuven, Nijvel en Brussel-Halle-Vilvoorde. Het Vlaams Belang protesteert daarmee tegen het feit dat de ongrondwettelijke kieskring Brussel-Halle-Vilvoorde niet werd gesplitst, waardoor de Franstalige partijen hun Franstalige stemmen uit de Vlaamse Rand bij hun Brusselse kiezers kunnen blijven voegen.

### sp.a
De sp.a doet in januari 2007 een oproep aan maatschappijkritische Vlamingen van gewone komaf die geen partijloopbaan hebben met hun idealen en ideeën de sp.a-gelederen te komen versterken; ook een vechtplaats op de Kamerlijsten behoort tot de mogelijkheden. Het meeste aandacht krijgt milieuactiviste Margaretha Guidone die een hoge kandidaatsplaats toegewezen krijgt in de kieskring Antwerpen. Markant is ook de overstap van Mimount Bousakla naar Lijst Dedecker, vier weken voor de verkiezingen.

### Open Vld
Voorman Guy Verhofstadt publiceert zijn "Vierde Burgermanifest" op 16 december 2006 en opent daarmee openlijk de verkiezingsstrijd. Op 1 februari 2007 besluiten Vivant en de VLD onder de lijstnaam Open Vld naar de verkiezingen te gaan. Later sluit het Liberaal Appèl zich daarbij aan.

### Mouvement Réformateur
De Waalse partij MR zet wederom hoog in op de taalstrijd door in de kieskring Brussel-Halle-Vilvoorde FDF-voorman Olivier Maingain als lijsttrekker aan te duiden en het "Manifest voor de Franstalige eenheid" van Antoinette Spaak en Serge Moureaux (laatste is PS-lid) tot verkiezingsmanifest te benoemen.

### spirit
28 februari 2007 pleit Geert Lambert in de media voor een algemeen pardon voor illegalen naar Nederlands voorbeeld; het wordt door de andere partijen afgewezen op praktische of ideologische redenen.

### Groen!
Groen! wil met vernieuwde lijsten deze keer de kiesdrempel van 5% wel halen, iets dat bij de vorige federale verkiezingen niet lukte.

### Lijst Dedecker
Gevormd door Jean-Marie Dedecker, nadat deze een politieke odyssee had ondergaan van VLD naar N-VA naar onafhankelijk (vzw Cassandra) naar Lijst Dedecker. De partij haalt voor de voordrachtslijst voor de partijregistratie bij de Kiesraad vijf handtekeningen op: drie Kamerleden en één senator van Vlaams Belang tekenen, alsmede Jacinta De Roeck, gecoöpteerd sp.a-senator; zij spreekt de hoop uit dat de stemmen die de Lijst Dedecker wint ten koste van het Vlaams Belang zullen gaan. Volgens de partij zijn al de programmapunten ingegeven door "gezond verstand" en moeten het VB, zeker in Antwerpen, afkalven’ onder meer met de slogan: "gezond migrantenbeleid". Recente 'aanwinst' is Mimount Bousakla die overliep van de sp.a.

### VLOTT
Gevormd door Hugo Coveliers die de VLD uitgezet is vanwege zijn pleiten het cordon sanitaire te doorbreken. De partij vormt weliswaar op gemeentelijk, districts-, provinciaal en gewestelijk niveau een kartel met Vlaams Belang, maar laatste heeft besloten de naam VLOTT niet aan de lijstnaam toe te voegen. VLOTT-kandidaten zijn uitgenodigd als onafhankelijke op de VB-lijst te kandideren.

### Liberaal Appèl
Na het overlijden van Ward Beysen kwam naar buiten dat een groot deel van de leden liever het cordon sanitaire wilde onderschrijven. Na de publicatie van het Vierde Burgermanifest door VLD'er Guy Verhofstadt besloot de partij samen met VLD en Vivant onder de naam Open Vld naar de kiezer te gaan.

### Parti Socialiste
Geplaagd door corruptieschandalen, met name in Charleroi, trekt Elio Di Rupo het voorzitterschap van de PS en het minister-presidentschap in Wallonië naar zich toe. Hij pleit begin maart voor tweetalig onderwijs in faciliteitengemeenten langs de taalgrens om separatisme tegen te gaan, hetgeen door Vlaamse politici uit de Vlaamse Regering en de Brusselse Hoofdstedelijke Regering wordt afgewezen omdat het de verfransing zou doen toenemen en allochtone kinderen te veel zou belasten; zij pleiten integendeel voor door de Franse Gemeenschap georganiseerd tweetalig onderwijs in Wallonië en het Brussels Hoofdstedelijk Gewest.

### Forza Flandria
De gesprekken ter rechterzijde van het politieke spectrum in Vlaanderen om te komen tot een eenheidslijst stokken nadat het Vlaams Belang niet met de naam Vlaams Belang/VLOTT aan de verkiezingen zal deelnemen, en het Liberaal Appèl en de Lijst Dedecker niet met het Vlaams Belang willen samenwerken. Het Liberaal Appèl kiest voor UNIE, en de Lijst Dedecker haalt op 17 april Jurgen Verstrepen binnen, die zegt dat binnen het Vlaams Belang Frank Vanhecke de felste tegenstander van de Forza Flandria-gedachte was.

### Comité voor een Andere Politiek
Deze nieuwe linkse politieke lijst trekt met steun van de splinterpartijen KP, SAP en LSP-MAS naar de verkiezingen; een kartellijst met Groen! is afgewezen.

### UNIE
De fusiepartij UNIE (van UNIE en de Nationale Unie) is een kartellijst aangegaan met BEB-n en de Liberale Alliantie onder de naam UNIE.

### PVDA-PTB
De PVDA-PTB trekt deze verkiezingen alleen naar de kiezer omdat in Vlaanderen het kartel met de naam RESIST (met de Arabisch Europese Liga) geen navolging krijgt.

### Listes Wallon
Een coalitie van Waalse partijen wil dat Wallonië zich afscheidt van België en een autonome staat wordt. Enkele partijen willen daarna aanhechting bij Frankrijk bezien als mogelijkheid.

### Arabisch Europese Liga
De AEL is omgevormd tot de politieke partij Moslim Democratische Partij die niet zal meedoen aan deze verkiezingen.

### NEE
In de campagne valt de Antwerpse partij NEE op doordat Tania Derveaux als reactie op de beloften van andere partijen dat er een x-aantal jobs bij komen zelf veertigduizend blowjobs aanbiedt aan belangstellenden. De naam en de bedoeling van de partij noopte het kartel sp.a/spirit campagne te gaan voeren onder de slogan JA!

## Manifesten
Vanaf half februari worden er een viertal manifesten gepubliceerd, soms als online petitie.
1. Eind februari 2007 verschijnt in De Standaard het Derde Lentemanifest[11] dat een verregaande staatshervorming bepleit op straffe van de anders onvermijdelijk geachte splitsing van België.
2. Het "Manifest voor de Franstalige eenheid"[12] verschijnt begin maart 2007 in Le Soir en is gepubliceerd door Antoinette Spaak (Elsene - Mouvement Réformateur) en Serge Moureaux (Etterbeek - PS), een tirade tegen het "confederalisme" dat erger zou zijn dan het separatisme en dat in Brussel zou leiden tot bevoordeling van de Vlamingen.
3. Het "Manifest voor meer België"[13], geschreven door B Plus, verschijnt medio maart in De Standaard en is een reactie op het Lentemanifest. Er wordt een herfederalisering van België in bepleit.
4. Het "Manifest tegen separatisme" verschijnt op de website van de BUB. Het analyseert de redenaties achter de politieke doelen van het Vlaams nationalisme en veroordeelt die.

## Conflict m.b.t. Brussel-Halle-Vilvoorde

### Voor de verkiezingen
Door de verkiezingen op 10 juni te laten plaatsvinden omzeilt de regering een uiterste datum die het Arbitragehof had gesteld. Het Belgisch grondwettelijk hof had beslist dat er voor de volgende federale verkiezingen een oplossing moest zijn voor de splitsing van de kieskring Brussel-Halle-Vilvoorde. Het arrest vermeldde echter dat de door de wet gemaakte indeling in kieskringen mocht worden behouden gedurende een termijn van 4 jaar te rekenen vanaf de aanwijzing van de gecoöpteerde senatoren. Dit laatste gebeurde op 19 juni 2003. Om te vermijden dat de verkiezingen ongeldig zouden worden verklaard vanwege het ontbreken van een oplossing voor BHV, vervroegde de regering de verkiezingen.
Een andere uitleg van het arrest is dat de kieskring gesplitst had moeten wezen vóór er nieuwe federale verkiezingen zouden plaatsvinden.
Ondertussen wil de Conferentie van burgemeesters en Staten-Generaal in Halle-Vilvoorde de juridische middelen aangrijpen om duidelijk te maken dat dit misschien wel volgens de letter maar niet volgens de geest van het arrest kan. Het arrest had volgens Michel Doomst, burgemeester van Gooik, de bedoeling om een einde te maken aan de onwettige situatie na de lopende legislatuur, wat door deze regeling niet gebeurt. Volgens Haviko hebben "de burgemeesters" hun medewerking aan de verkiezingen opgeschort totdat er een wetsvoorstel tot splitsing van de kieskring Brussel-Halle-Vilvoorde ingediend is in de Kamer van volksvertegenwoordigers. Het comité organiseert zelf een boycotactie voor de bijzitters die uit principiële redenen kunnen weigeren op te komen in het stembureau.

### Na de verkiezingen
De gemeente Londerzeel heeft bij monde van haar gemeenteraad een bezwaarschrift ingediend tegen de geldigheid van de verkiezingen van 10 juni voor de Kamer van volksvertegenwoordigers.
De gemeente stelt dat er een faliekante miskenning is van de grondwettelijk verankerde territoriale indeling van het land in gewesten, gemeenschappen en provincies. Tegelijk is er bezwaar tegen de ongelijke behandeling van de kiezers en kandidaten van het Nederlandse taalgebied tegenover die van het Franse taalgebied, van de kiezers en kandidaten van de provincie Vlaams-Brabant tegenover die van andere provincies en van de kiezers en kandidaten van het Arrondissement Leuven en Arrondissement Halle-Vilvoorde tegenover die van de andere arrondissementen in dit land.
Die discriminatie is volgens het gemeentestuur het gevolg van de niet-splitsing van de kieskring Brussel-Halle-Vilvoorde

## Thema's
Een beknopt overzicht van de thema's in deze verkiezingsstrijd en de standpunten, van het kartel CD&V/N-VA, Open Vld en sp.a/spirit, die in een televisiedebat door de lijsttrekkers voor de senaat, Yves Leterme, Guy Verhofstadt en Johan Vande Lanotte, op de publieke omroep werden opgeworpen ter discussie.
De grote debatten van de openbare omroep VRT waren beperkt tot deze drie lijsttrekkers.
| Thema            | standpunt CD&V/N-VA | standpunt sp.a-spirit                                                                | standpunt Open Vld                                                       | standpunt Vlaams Belang     | standpunt Groen!                                                                                              |
| ---------------- | --- | ------------------------------------------------------------------------------------ | ------------------------------------------------------------------------ | --------------------------- | --- |
| Staatshervorming | Een confederaal België met een eigen statuut voor Brussel, splitsing BHV, regionalisering van sociaal-economisch beleid | Regionalisering van onder andere spoorwegen, werkgelegenheidsbeleid, gezondheidszorg | Subsidariteit, federale kieskring, afschaffing Senaat                    | Onafhankelijk Vlaanderen    | Splitsing BHV, regionalisering van onder andere gezondheidszorg, kinderbijslag en verkeer, afschaffing Senaat |
| Klimaat          | Stimuleren van alternatieve energie, geen uitstap uit kernenergie in 2015                                               | Uitstap kernenergie, verlaging uitstoot van broeikasgassen met 30% tegen 2020        | Invoeren eco-fiscaliteit, geen standpunt over kernenergie                | Tegen uitstap kernenergie   | Uitstap kernenergie, extra heffing op benzine                                                                 |
| Belastingen      | Verhoging belastingvrije som tot 10.500 euro                                                                            | Invoering belasting op grote kapitalen                                               | Verhoging belastingvrije som, aantal belastingschijven verminderen tot 3 | Algemene belastingverlaging | Lastenverschuiving van arbeid naar milieuverspilling, invoering belasting op grote kapitalen                  |

## Lijstnummers
Op 11 mei 2007 werd er op het kabinet van minister van Binnenlandse Zaken Patrick Dewael geloot welke partij welke plaats krijgt tijdens de verkiezingen op 10 juni. Voorlopig werden enkel de nationale nummers getrokken van de partijen die minstens een vertegenwoordiger in Kamer of Senaat hebben. Voor de andere lijsten volgt later een trekking. Hoewel Lijst Dedecker met Jean-Marie Dedecker wel een senator heeft, kreeg ook deze partij nog geen lijstnummer toebedeeld. Dedecker zetelt momenteel als onafhankelijke.
Op 17 mei worden alsnog aan de nieuwe partijen die nog geen lijstnummer toegekend hebben gekregen lijstnummers uitgereikt.
Indeling voor de Senaat
| 1. Front National 2. Centre Démocrate Humaniste 3. Christen-Democratisch en Vlaams/Nieuw-Vlaamse Alliantie 4. Vlaams Belang 5. Mouvement Réformateur 6. Open Vlaamse Liberalen en Democraten 7. Parti Socialiste 8. Groen! 9. Socialistische Partij Anders-spirit 10. Ecolo 11. Lijst Dedecker 12. Parti Communiste 13. Comité voor een Andere Politiek 14. Rassemblement Wallonie France 15. Partij van de Arbeid van België+ |

## Kandidatenlijsten
Lijsten voor de kamer van volksvertegenwoordigers worden per provincie ingediend, uitgezonderd in de kieskringen Leuven en Brussel-Halle-Vilvoorde van Vlaams-Brabant. Lijsten voor de senaat worden ingediend voor gezamenlijk vier Vlaamse provincies, Brussel-Halle-Vilvoorde en de kieskring Leuven voor de Nederlandstaligen. De Franstaligen dienen lijsten in voor de gezamenlijke vijf Waalse provincies en in de kieskring Brussel-Halle-Vilvoorde.
| Partij | Partij      | Partij  | Senaat              | West-Vlaanderen          | Oost-Vlaanderen       | Antwerpen                 | Limburg            | Leuven           | BHV                    |
| ------ | ----------- | ------- | ------------------- | ------------------------ | --------------------- | ------------------------- | ------------------ | ---------------- | ---------------------- |
|        | VB          | lijsten | Frank Vanhecke      | Koen Bultinck            | Guy D'haeseleer       | Gerolf Annemans           | Bert Schoofs       | Hagen Goyvaerts  | Filip De Man           |
|        | LDD         | lijsten | Lieve Van Ermen     | Jean-Marie Dedecker      | Martine De Maght      | Jurgen Verstrepen         | Marc Similon       | Dirk Vijnck      | Isabelle Van Laethem   |
|        | Open Vld    | lijsten | Guy Verhofstadt     | Vincent Van Quickenborne | Karel De Gucht        | Bart Somers               | Patrick Dewael     | Rik Daems        | Maggie De Block        |
|        | CD&V/N-VA   | lijsten | Yves Leterme        | Hendrik Bogaert          | Pieter De Crem        | Inge Vervotte             | Jo Vandeurzen      | Carl Devlies     | Herman Van Rompuy      |
|        | sp.a-spirit | lijsten | Johan Vande Lanotte | Renaat Landuyt           | Freya Van den Bossche | Christine Van Broeckhoven | Peter Vanvelthoven | Bruno Tobback    | Hans Bonte             |
|        | Groen!      | lijsten | Vera Dua            | Wouter De Vriendt        | Stefaan Van Hecke     | Meyrem Almaci             | Johan Danen        | Peter Lombaert   | Tinne Van der Straeten |
| Partij | Partij      | Partij  | Senaat              | Luik                     | Henegouwen            | Luxemburg                 | Namen              | Waals-Brabant    | BHV                    |
|        | PS          | lijsten | Anne-Marie Lizin    | Michel Daerden           | Elio Di Rupo          | André Perpète             | Claude Eerdekens   | André Flahaut    | Laurette Onkelinx      |
|        | MR          | lijsten | Armand De Decker    | Didier Reynders          | Olivier Chastel       | Philippe Collard          | Sabine Laruelle    | Charles Michel   | Olivier Maingain       |
|        | FN          | lijsten | Michel Delacroix    | Michaël Bollen           | Patrick Cocriamont    | Pierre Beneux             | Daniel Canivet     | Grégory Duquenne | Maryvonne Vermonden    |
|        | cdH         | lijsten | Francis Delpérée    | Melchior Wathelet        | Catherine Fonck       | Josy Arens                | Maxime Prévot      | André Antoine    | Joëlle Milquet         |
|        | Ecolo       | lijsten | Isabelle Durant     | Muriel Gerkens           | Jean-Marc Nollet      | Cécile Thibaut            | Georges Gilkinet   | Thérèse Snoy     | Zoé Genot              |

## Verkiezingsuitgaven
De veertien politieke formaties met verkozenen in kamer en senaat hebben een verklaring voor de
verkiezingsonkosten ingediend van 8.516.276,88 euro.